# ラシャード・ヴォーン
ラシャード・ヴォーン（Rashad DeAndre Vaughn、1996年8月16日 - ）は、アメリカ合衆国ミネソタ州ミネアポリス出身のプロバスケットボール選手。ポジションはシューティングガード。

## 来歴
地元ミネソタ州の高校からネバダ州のフィンドレイ高校に転校したヴォーンは、最終学年の2013-14シーズンは平均19.9得点4.8アシストを記録するなど注目される存在となり、2014年のマクドナルド・オール・アメリカンゲームやジョーダンブランド・クラシックにも出場した。大学も同州の強豪校であるネバダ大学ラスベガス校 (UNLV) に進学。1年生からレギュラーとして起用され、23試合の出場で平均17.8得点4;9アシストを記録。ヴォーンは大学では1年間プレーしただけで2015年のNBAドラフトにアーリーエントリーを表明。1巡目17位でミルウォーキー・バックスから指名された。
しかしながら、1年目からプロの壁にぶつかり、出場機会を得られず、2017年10月31日にルーキー契約の最終年の契約を更新しないことを通達された。
2018年2月5日、タイラー・ゼラーとヴォーン、将来のドラフト2順目指名権とのトレードでブルックリン・ネッツに移籍した。3日後の2月8日、ダンテ・カニンガムとのトレードでニューオーリンズ・ペリカンズに移籍したが、その後、ペリカンズからウェイブされた。2月20日、オーランド・マジックと10日契約を結んだ。3月2日、マジックと2度目の10日間契約を結んだ。3月7日、マジックからウェイブされた。

### ABAリーグでのキャリア(2019-2020)

#### KK イゴケア(2019-2020)
2019年7月30日、ABAリーグに所属するKKイゴケア（英語版）との契約が発表された。リーグ戦では18試合に出場し、1試合平均32.1分の出場で、16.5得点、3.7リバウンド、1.9アシスト、スリーポイント成功率40.9パーセントという成績を残した。

#### KK ブドゥチノスト・ヴォリ(2020)
2020年6月7日、ABAリーグとユーロカップに所属するKKブドゥチノスト・ヴォリ（英語版）との契約が発表されたが、ABAリーグとユーロカップで合計6試合に出場した後、10月23日にはチームを退団すると発表された。

### ウクライナでのキャリア(2020-2021)

#### BC プロメテイ(2020-2021)
2020年12月22日、ウクライナ・バスケットボール・スーパーリーグ（英語版）とFIBAヨーロッパカップに所属するBCプロメテイ（英語版）との契約が発表された。

#### BC ドニプロ(2021)
2021年8月12日、ウクライナ・バスケットボール・スーパーリーグ（英語版）に所属するBCドニプロ（英語版）との契約が発表された。2021年11月28日、チームとの契約解除が発表された。

### ギリシャ・Gリーグでのキャリア(2022-)
2022年1月9日、ギリシャ・バスケットボールリーグに所属するラヴリオB.C.との契約が発表された。
2023-2024シーズンはGBLに所属するアポロン・パトラBCに所属。リーグ戦では8試合に出場し、1試合平均26.6分の出場で、10.6得点、2.0リバウンド、1.5アシストという成績を残した。
2024年8月29日、2022年に在籍していたラヴリオ B.C.への復帰が発表された。リーグ戦のレギュラーシーズンでは22試合に出場し、1試合平均25.3分の出場で、11.5得点、4.5リバウンド、1.0アシスト、スリーポイント成功率39.8パーセント、順位を決定させるプレーアウトでは5試合に出場し、1試合に出場27.6パーセントの出場で、8.4得点、2.8リバウンド、1.0スティール、フィールドゴール成功率25.9パーセント、スリーポイント成功率15.4パーセント、フリースロー成功率83.3パーセントという成績を残した。チームは2024-2025シーズンのギリシャ・バスケットリーグで最下位に沈み降格している。